# Волчья сыть
«Во́лчья сыть» — фантастическая повесть Марины и Сергея Дяченко. Вышла в журнале «Если» в 2000 году (№ 12). В 2001 году номинировалась на премии «Бронзовая улитка» и «Интерпресскон». В 2000 году получила премию «Мраморный фавн».

## Сюжет
Герои повести — раса, получившая разум в ходе экспериментов людей над стадными животными. Слова «овца» или «баран» в повести не употребляются — герои называют соплеменников «люди», «мужчина», «девушка» и т. п., при этом, говоря о собственно человеке, пользуются словом «Хозяин»; на овец указывают такие черты, как использование их шерсти (у разумных стрижка вызывает шок и запрещена Лидером), отсутствие выраженных вожаков («Лидер был первым среди равных…»), а также упоминание о происхождении расы от некоей Молли. В «Сказании о Лидере», фрагменты которого цитируются по ходу повествования, говорится, что жившие в лаборатории не захотели спокойной, но скотской жизни, а попытались бежать и построить цивилизацию самостоятельно; их вернули, однако было решено дать им землю и снабдить книгами и некоторыми технологиями, но не оружием.
Проблему для новопоселенцев стали представлять волки; от них с большим трудом удавалось отбиваться (перед волками представители расы инстинктивно впадают в панику), пока за два поколения до событий повести не были изобретены запаховые маячки, отпугнувшие волков (ходит слух, что изобретение было украдено из книг, принесённых от Хозяев). События начинаются с того, что волки адаптировались к маячкам и вторглись на территорию цивилизации.
Главный герой повести, правительственный чиновник Дым-Луговой, понимая серьёзность положения, решает просить помощи у Хозяев. По дороге он прибивается к стаду «диких» (неразумных баранов) и, теряя волю при первой встрече с Хозяином, попадает вместе с ними на стрижку. По значку известной в его народе певицы Дивы Донны, попавшему в шерсть, люди понимают, что к ним пришёл разумный, и помогают ему оправиться от пережитого шока. Дым и Хозяева не могут понять друг друга; цивилизация людей, в его отрывочном представлении, представляет собой совокупность крайних индивидуалистов. Хозяин ближних земель соглашается взять к себе разумных (у него уже живёт небольшое сообщество), но условием является стрижка, а через несколько поколений деградации и смешения с дикими будет использовано и мясо.
Дым возвращается в свои земли, где царят разруха и голод, и рассказывает им о возможном выходе; при этом он ни к чему не призывает и сам остаётся в столице. Большинство жителей покидают город, но не все. Среди оставшихся, пытающихся как-то выжить, — Дива Донна (по-настоящему её зовут Лана-Гаевая) с матерью и её парень Люк. Последний продолжает разработку нового метода борьбы с волками — инфекции, для попадания которой в популяцию волков требуется, чтобы они съели кого-то, принявшего препарат. Когда попытка скормить волку дикого, на котором ставились опыты, оканчивается неудачей, Дым принимает препарат сам и отдаётся волкам на съедение.

## Проблематика
Главное противопоставление, лежащее в основе повести, — противопоставление индивидуализма и коллективизма. У Дыма-Лугового вызывают неприятие толпы и демонстрации, он несчастен, поскольку в обществе всеобщего единства отказался делить свою жену с кем-то другим. Разумное стадо, с точки зрения Хозяев, — нонсенс, ошибка. Как следует поступать членам общества овец — выжить любой ценой или сохранить достоинство, а вместе с ним и разум (ведь на пастбище Хозяев, где овцы будут защищены от волков, Цивилизация исчезнет сразу же, а потомки разумных овец — полукровки и четвертькровки — будут уже не разумными существами, а ходячим мясом)? Выбирать должен каждый, и никто не вправе решать за всех.
Овцы выбрали — и часть стада ушла к Хозяевам; остались те, кто считает, что «жить вместе — не обязательно быть безмозглой скотиной». В мире Хозяев царствует крайний индивидуализм; мир овец же поглощает личность, но, как ни парадоксально, держится на тех, кто остаётся собой.
Однако существует и третий путь: быть неравными и при этом оставаться вместе. Покупается такой путь недешёво. Может возникнуть ассоциация между Дымом-Луговым и Агнцем Божьим (хотя она и не предусматривалась авторами): лишь добровольная жертва Дыма убивает волков и даёт возможность Цивилизации выжить.
Как и в других своих произведениях, Дяченко не выбирают за героев и не осуждают их выбор.

## Художественные особенности
В «Волчьей сыти», как и в других произведениях Дяченко («Пещера», «Ведьмин век»), детали происходящего открываются неспешно, и окончательное понимание реалий мира даётся читателю далеко не сразу. Читатель получает кусочки информации, и она в какой-то момент складывается в цельную картину — или, иначе говоря, модель. Дяченко с блеском решают формальную задачу: описывают общество овец, не использовав при этом слово «овца».

## Критика
Константин Родик назвал «Волчью сыть» первым, интуитивным приближением авторов к проблеме элит, противостоянию личности и стада.
Михаил Назаренко назвал повесть одной из лучших вещей Дяченко в малой форме, одним из самых сильных и страшных произведений Дяченко. Он отметил «концентрированность» текста, его потенциальную эпичность, то, что при желании авторы вполне могли бы развернуть повесть в роман.

## Издания
Повесть публиковалась в журналах «Если» (2000), авторских сборниках «Последний Дон-Кихот» (2001), «Эмма и Сфинкс» (2004), «Год Черной Лошади» (2007), «Парусная птица» (2008), «Армагед-дом» (2008), «Мизеракль» (2009), «Уехал славный рыцарь мой» (2012), межавторском сборнике «Украинский хоррор — 2007» (2007).
Также повесть издавалась на польском языке: Wilcza Krew (пер. Евгений Дембский) // Wilcza krew: Antologia rosyjskiej fantastyki. Vol. 1: Kosmiczny Rodzynek. Solaris, 2003. В 2004 году повесть вышла в переводе на украинский в авторском сборнике «Сліпий василіск» (Киев: Зелений пес, Киев: Джерела М).